# 卡尔·彼泽森 (赛艇运动员)
卡尔·彼泽森（丹麥語：Carl Pedersen，1884年9月30日—1968年9月3日），丹麦男子赛艇运动员。他曾代表丹麦参加1912年夏季奥林匹克运动会赛艇比赛，获得男子四人单桨有舵手内桨架金牌。